# Electrische Museumtramlijn Amsterdam

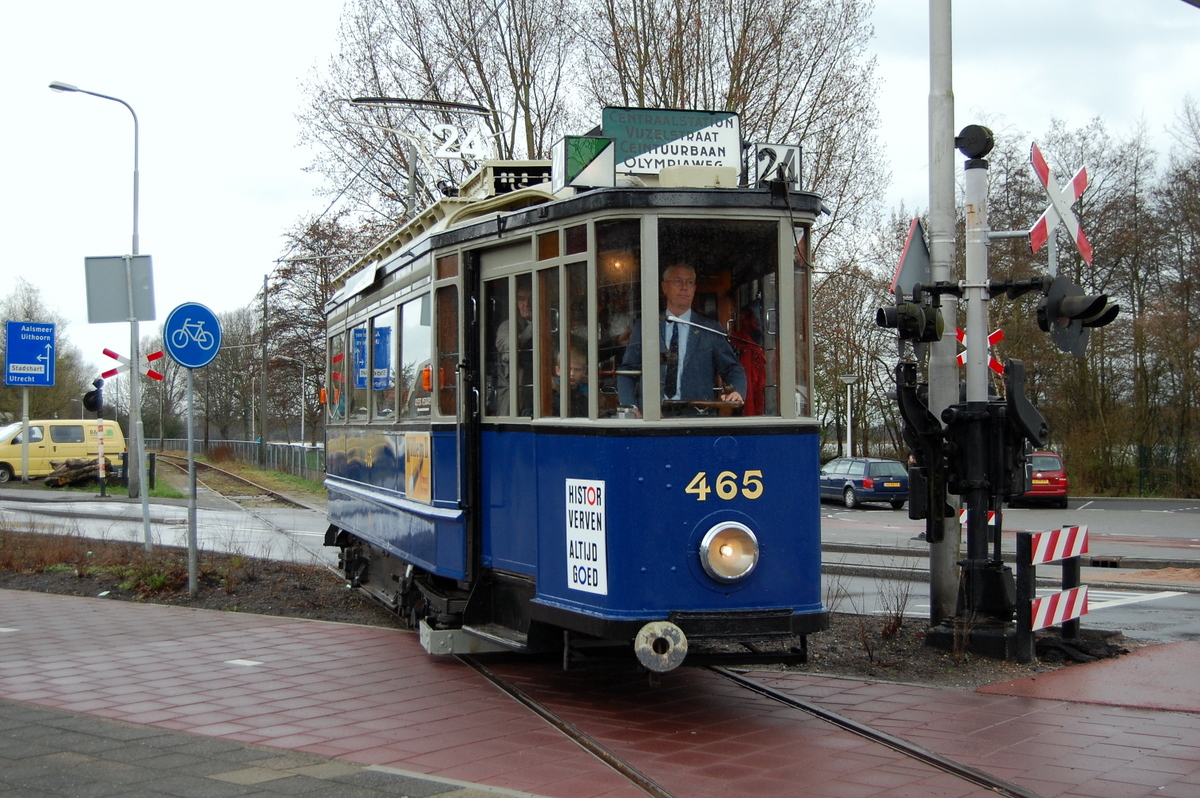
Amsterdamer Triebwagen 465 in Amstelveen

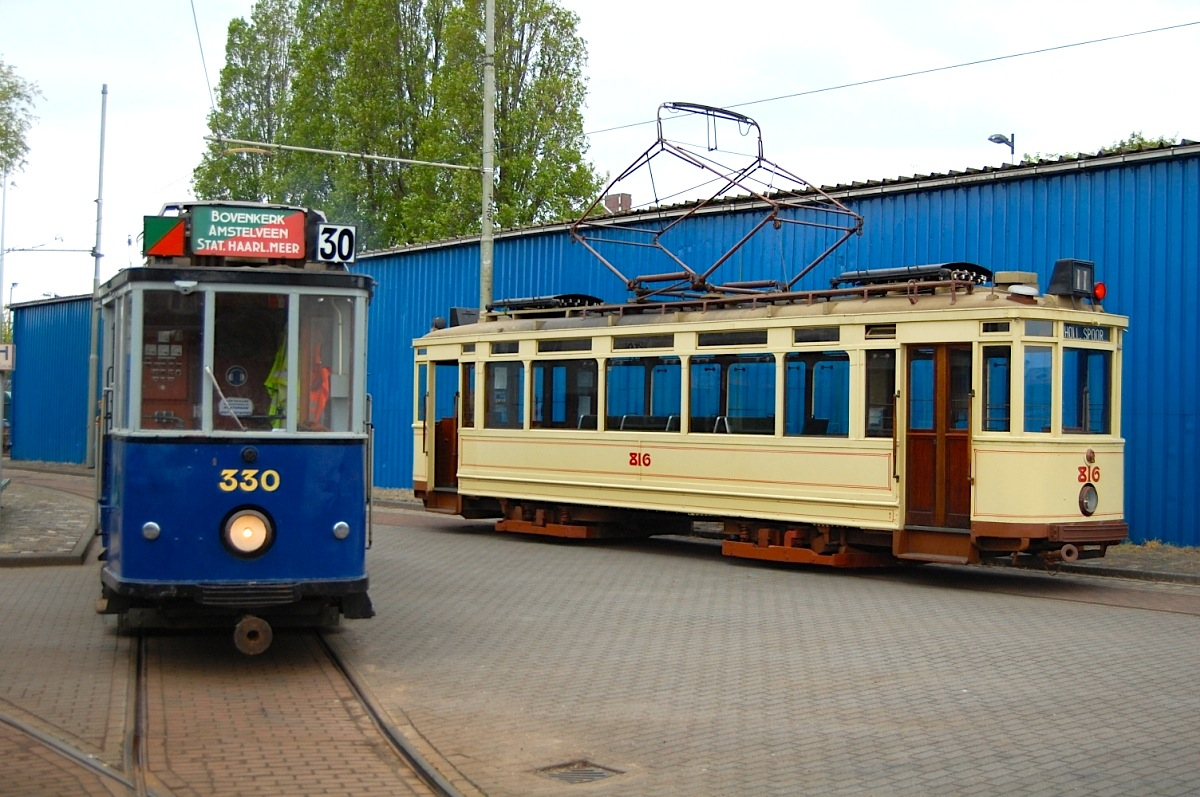
Amsterdamer Rangier-Triebwagen 330 und Triebwagen HTM 816

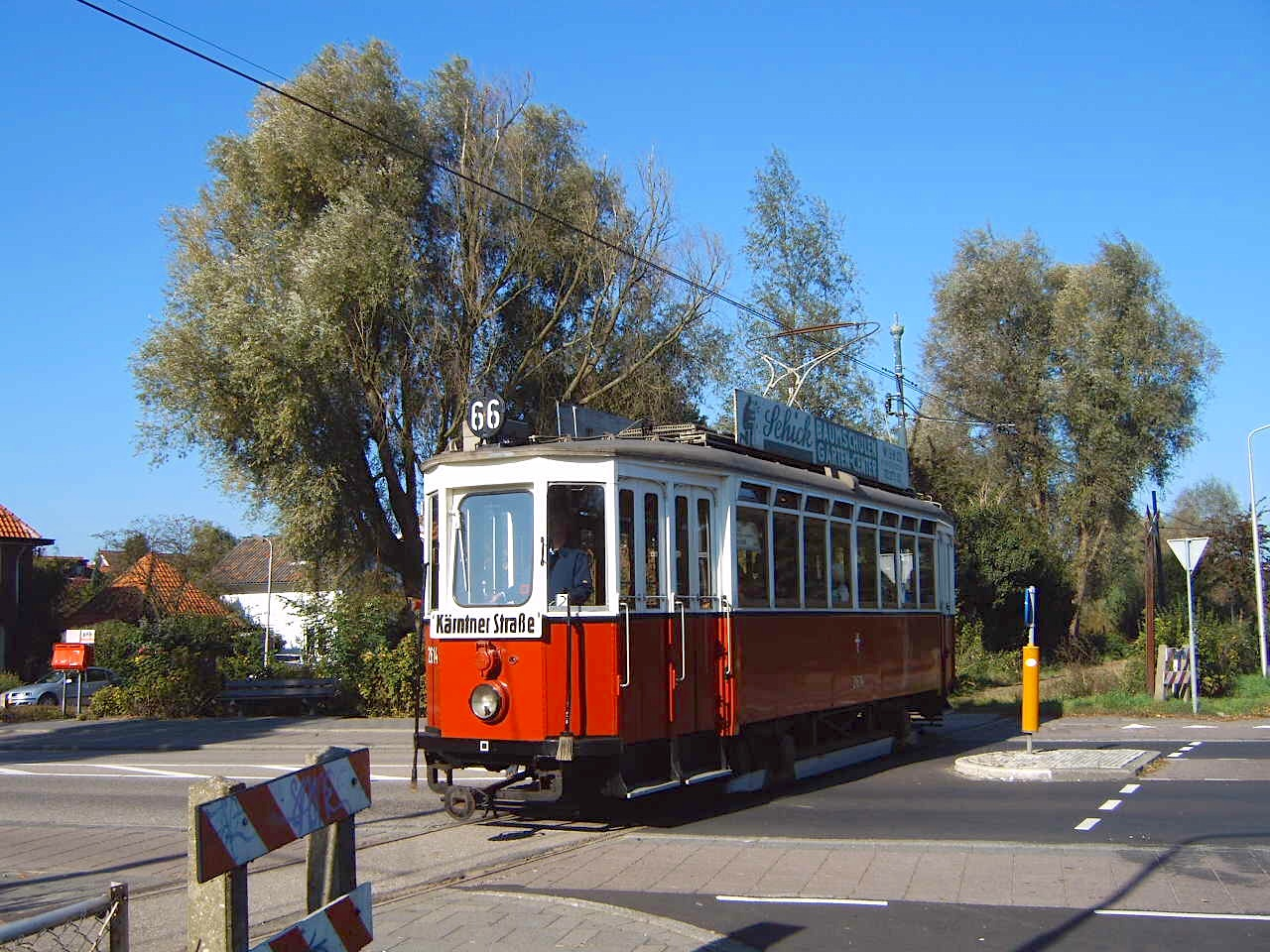
Wiener Straßenbahn 2614 in Amstelveen

Die Stiftung Electrische Museumtramlijn Amsterdam (kurz EMA) betreibt eine Lokalbahnlinie mit historischen elektrischen Straßenbahntriebwagen zwischen der Haarlemmermeerstation, Amstelveen und Bovenkerk. Diese Strecke ist der Rest der ehemaligen Haarlemmermeerschienenwege.

## Geschichte
Die Museumslinie wurde am 20. September 1975 anlässlich des hundertjährigen Bestehens der Amsterdamer Straßenbahnen eröffnet. Zuerst wurde auf einem 1200 Meter langen Teilstück bis an den Ringweg Süd gefahren. Im Laufe der Jahre wurde, nach Umbau der Gleise für den Betrieb mit Straßenbahnen, die Strecke verlängert. Dazu wurden Oberleitungen verlegt, Weichen eingebaut und Haltestellen angelegt.
1979 führte die Strecke bis zum Jollenpad, 1981 konnte man bis zum Kalfjeslaan durchfahren und im Amsterdamse Bos an verschiedenen Haltestellen aus- und einsteigen. 1983 wurde die Verlängerung nach Amstelveen ausgebaut. Jetzt hatte die Strecke eine Länge von 5,7 Kilometern. Zuletzt wurde sie 1997 bis Bovenkerk in Betrieb genommen und ist fast 7 Kilometer lang. Am Endpunkt in Bovenkerk wurde ein Gleisdreieck angelegt, damit wurde auch der Betrieb mit Einrichtungs-Straßenbahnen möglich.
Die Straßenbahn verkehrt jeden Sonntag zwischen Ostern und Ende Oktober sowie am zweiten Oster- und Pfingstfeiertag. Zusätzlich werden noch Themenfahrten (wie Nikolaus- und Weihnachtsfahrten) angeboten. Der Fuhrpark besteht aus alten Straßenbahnen-Fahrzeugen aus Amsterdam, Den Haag, Rotterdam, Zeist, Groningen, Wien und Prag aus den Jahren 1904 bis 1960.
Die freiwilligen Mitarbeiter sind Mitglieder des Vereins Rijdend Electrisch Trammuseum (deutsch: „Fahrendes Elektrostraßenbahn-Museum“)

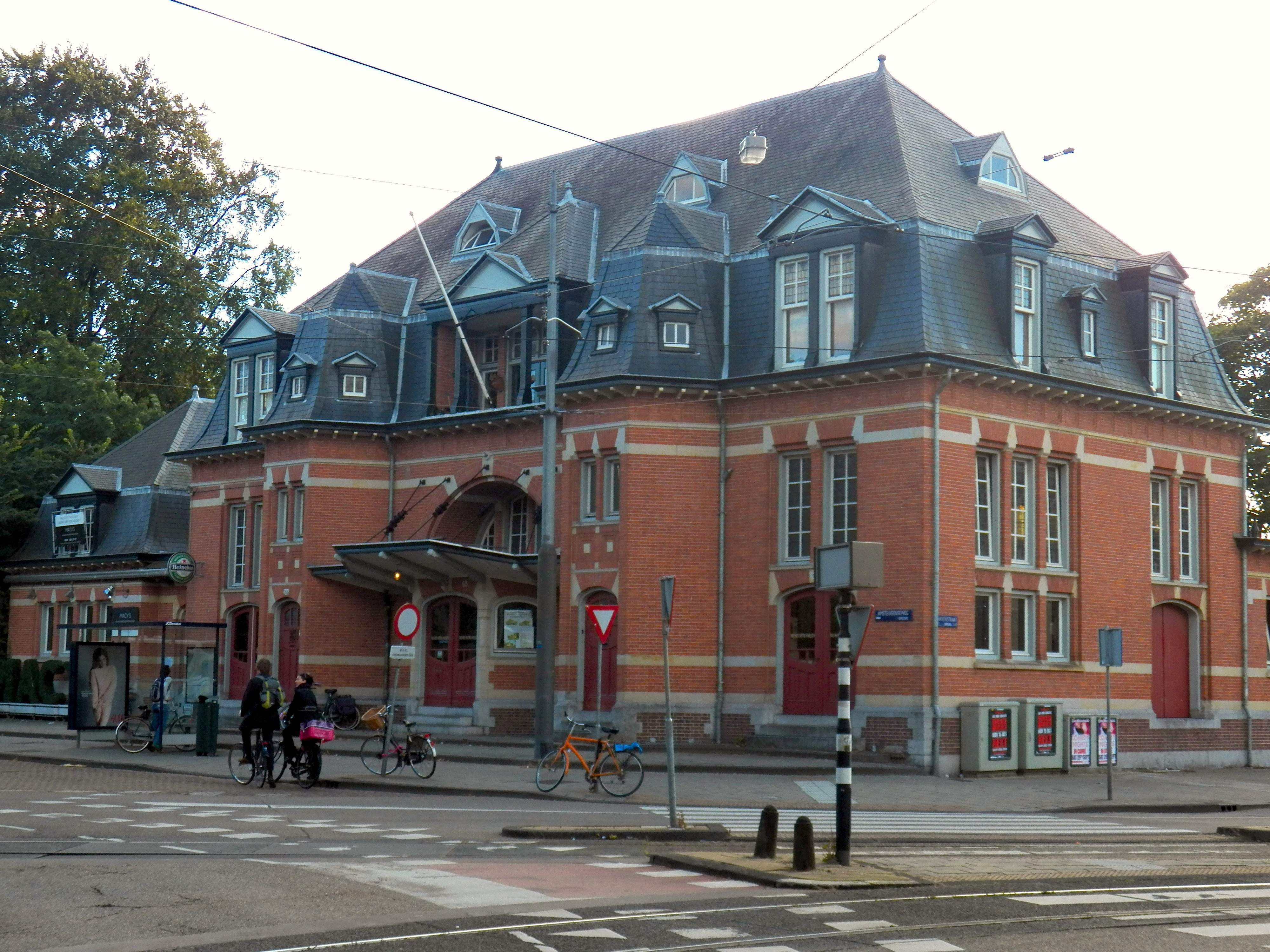
Haarlemmermeerstation

## Ursprüngliche Kündigung
Nach jahrelangen Planungen hat die Stadt Amsterdam im März 2018 entschieden, auf dem Gelände hinter der Haarlemmermeerstation, dem 'Havenstraetrain', eine neue Wohnsiedlung zu bauen. In dem am 14. März 2018 verabschiedeten neuen Flächennutzungsplan wurde weder für ein Depot noch für den Streckenabschnitt entlang der Havenstraat bis zur aktuellen Endstation am Bahnhof Haarlemmermeer Platz reserviert. Vor allem wegen der letzteren droht der Betrieb der Straßenbahnlinie des Elektronischen Museums unmöglich zu werden. Der neue Flächennutzungsplan enthält eine Änderungsbefugnis, was bedeutet, dass die Gemeinde Teile des Grundstücks für die Eisenbahnlinie und ein Lagergebäude für einen begrenzten Zeitraum reservieren kann. Dafür musste ein solider Finanzplan vorgelegt werden. Eine Petition zur Erhaltung der Linie und des Straßenbahndepots hatte bereits Mitte Mai mehr als 14.000 Unterstützungsbekundungen gesammelt. Am 27. Mai 2019 hat der Raad van State den Bebauungsplan für nichtig erklärt, weil darin die Belange des Straßenbahnmuseums nicht ausreichend berücksichtigt wurden. Seit Ende 2024 befindet sich nun das Depot mit neuer Streckenführung in Bau. Somit ist das Thema vorerst endgültig vom Tisch.

## Weiterführende Literatur
- Zeitschrift Op de Rails. 1990-10, S. 334 (niederländisch).